# Переудин, Виктор Михайлович
Виктор Михайлович Переудин — советский хозяйственный, государственный и политический деятель.

## Биография
Родился в 1923 году в Пятигорске. Член КПСС с 1945 года.
Участник Великой Отечественной войны. С 1947 года — на хозяйственной, общественной и политической работе. В 1947—1990 гг. — на комсомольской работе в Туркменской ССР, в ЦК КП Туркменистана, инспектор Среднеазиатского бюро ЦК КПСС, заместитель заведующего, заведующий Отделом организационно-партийной работы ЦК КП Туркменистана, председатель Комитета народного контроля Туркменской ССР, 2-й секретарь ЦК КП Туркменистана, член Комитета партийного контроля при ЦК КПСС.
Избирался депутатом Верховного Совета Туркменской ССР 8-го, 9-го и 10-го созывов, Верховного Совета СССР 10-го созыва.
Умер в Москве в 2001 году. Похоронен на Домодедовском кладбище.